# Lewis Carroll a umělecká fotografie

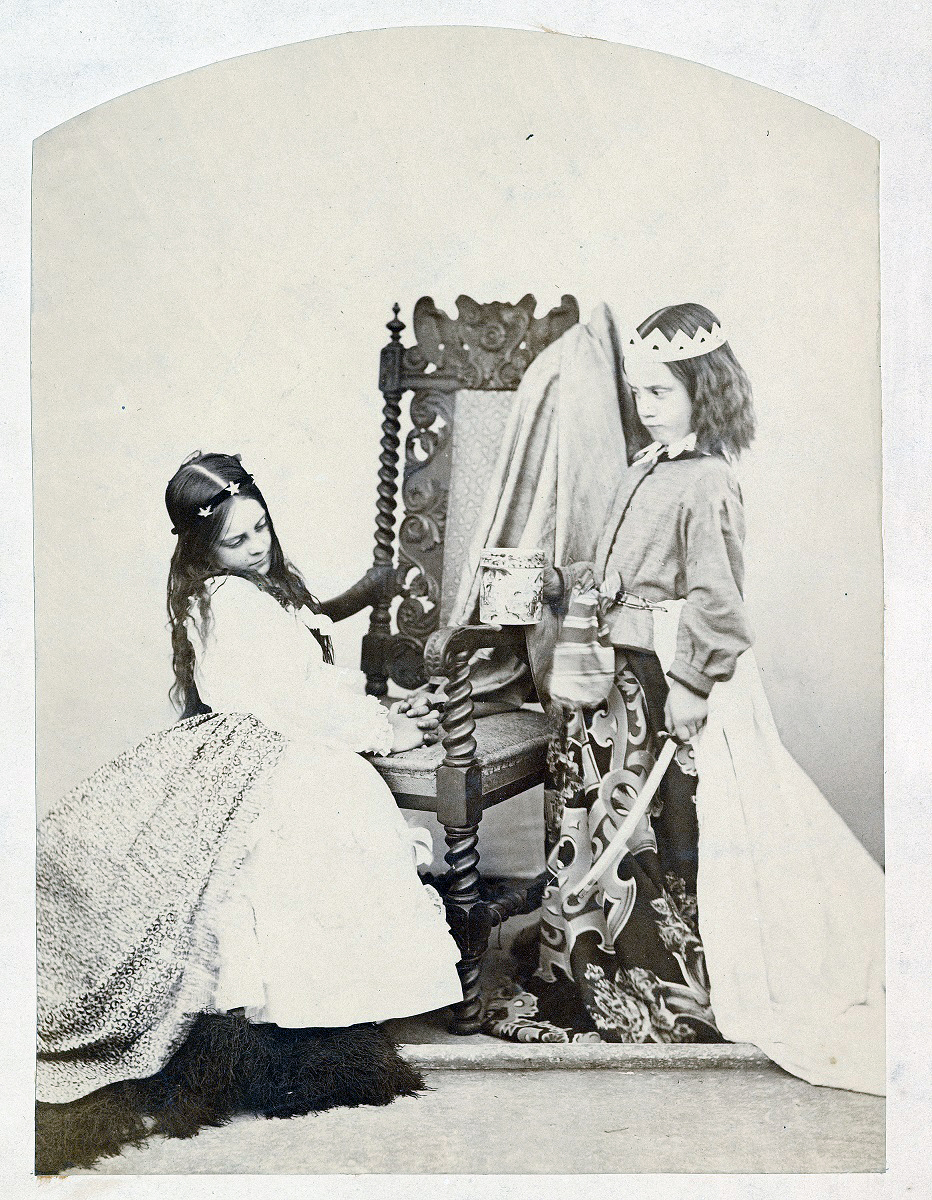
Lewis Carroll: Annie Rogersová a Mary Jacksonová na snímku Královna Eleonora a překrásná Rosamunda, 3. července 1863

Lewis Carroll a umělecká fotografie je výzkumné téma pro literární vědce, historiky umění se specializací na viktoriánskou Anglii, psychology a sociology z různých zemí. Po dlouhou dobu byl Carroll známý především jako spisovatel, ale je právem považován také za jednoho z nejvýznamnějších fotografů své doby. Carroll dlouho považoval fotografování za svůj nejdůležitější zájem, ke kterému přistupoval jako k povolání, zábavě a „jedinému potěšení v životě“ a fotografování dokonce věnoval více času než literatuře nebo výuce matematiky. Zápisky ze života fotografů se staly také předmětem několika Carrollových povídek a básní.

## Carrollovo uvedení do fotografie a jeho vášeň pro ni

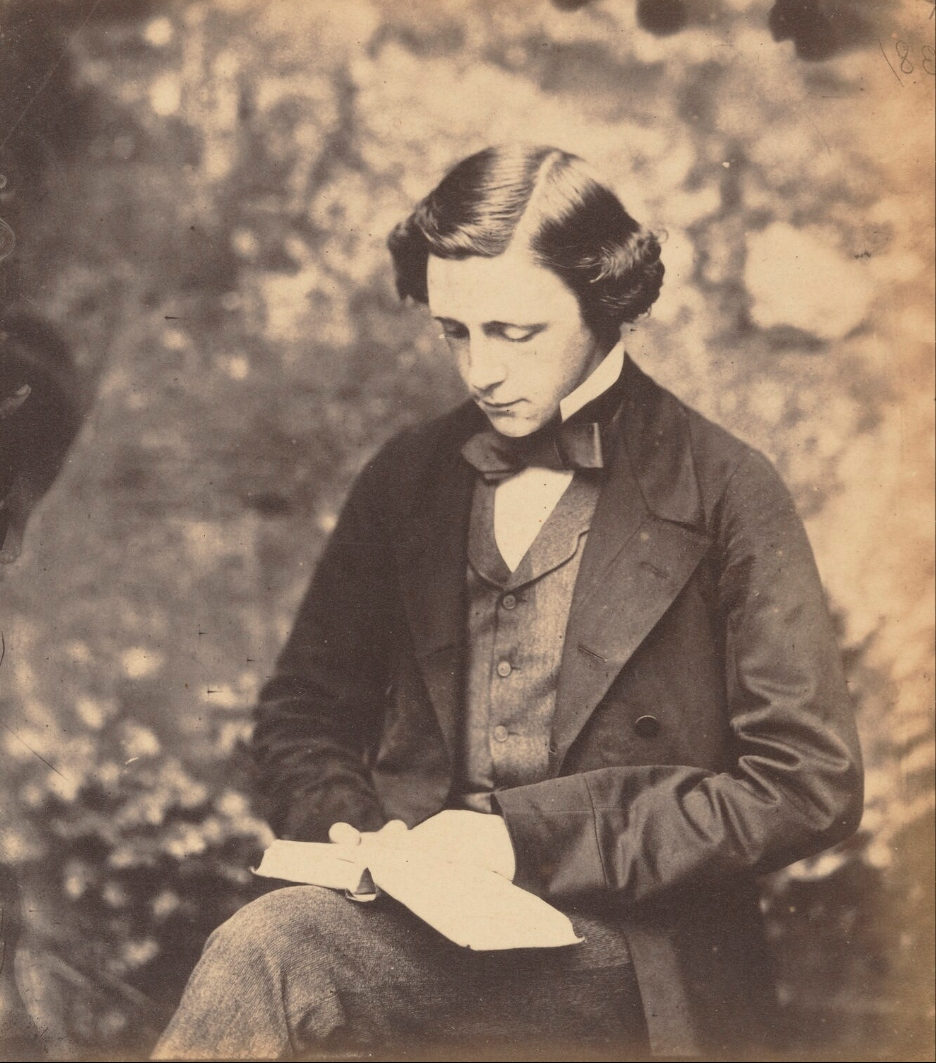
alt = černobílá fotografie muže v obleku, jak si venku čte knihu

Carrolla zajímaly technické inovace své doby. Stal se jedním z prvních cestujících ve vlaku, jako jeden z prvních autorů začal psát na psacím stroji a sám dokonce otestoval jedny z prvních fonografů, o kterých si do svého deníku zapsal: „Škoda, že se nemůžeme dostat o padesát let dopředu a poznat tento úžasný vynález v jeho dokonalé podobě. Stále v plenkách, to je nově objevený zázrak, stejně jako fotografie, jak si ji pamatuji v roce 1850.“
Carroll se seznámil s fotografií (s nejslibnější metodou kalotypie ve své době) v roce 1855, kdy během letních prázdnin sledoval při fotografování svého strýce Roberta Wilfreda Skeffingtona Lutwidga. V lednu 1856 napsal: „Napsal jsem strýci Skeffingtonovi a požádal ho, aby mi pořídil fotografický aparát, protože kromě čtení a psaní chci pro sebe najít nějakou další činnost.“ Dne 18. března 1856 zakoupil Carroll v Londýně sadu zařízení (fotoaparát, objektivy, stativ a další předměty) pro mokrý kolodiový proces. Carroll si vybral obchod T. Ottivella na ulici Charlotte Street a za nákup zaplatil 15 liber. Pro koupi kamery si s sebou vzal svého kamaráda Reginalda Southeye, který již fotoaparát vlastnil a byl považován za zkušeného fotografa, a během nákupu proto sloužil jako odborný konzultant. Pod Southeyho vedením Carroll brzy pořídil své první fotografie a byl svou nově nalezenou vášní tak unesen, že jí začal věnovat téměř veškerý svůj volný čas. Napsal: „Toto je moje jediná zábava a předpokládám, že si zaslouží být brána vážně“. První fotografie pořídil na oxfordské univerzitní koleji Christ Church nebo ve svém bytě.
Southey měl na Carrolla silný vliv od roku 1855 do roku 1857. Carroll a Southey se navzájem často fotografovali, společně pořídili fotografie svých známých a pracovali na vytváření tištěných pozitivů. Carroll do svých deníků napsal, že Southey, který se dobře vyznal v chemii, mu pomohl na tištěných obrazech pracovat. Southey někdy Carrollovi doporučil jeho vlastní modely. Jednou Carrollovi poradil, aby se seznámil s fyzikem a lektorem Henrym Aclandem, který měl „krásnou rodinu“ se šesti dětmi, které může fotografovat. Carroll rovněž spolupracoval se Southeym na fotografiích dcer rodiny Liddellových. Southey poskytoval Carrollovi zpětnou vazbu na jeho fotografické negativy a Carroll nezřídka navštěvoval Southeyův dům, aby si prohlédli jeho nové fotografie.
Carrollovy záznamy z této doby naznačují, že fotografování považoval za možný způsob vydělávání peněz. Po dalších dvacet čtyři let (od května 1856 do července 1880) byla výtvarná fotografie pro Carrolla pouhým koníčkem, přestože se v profesionálních kruzích stal známým amatérským fotografem. Carroll začal fotografiemi volně stojících budov, soch, vzorků z muzejních anatomických sbírek, zahrad a zátiší. Teprve později se začal věnovat portrétu, který se později stal ústředním žánrem jeho práce.
Carroll se spisovatelské profesi věnoval ráno a večer, kdy se připravoval na práci. Během dne se věnoval fotografii: fotografoval, vyvolával a tiskl pozitivy, vyhledával subjekty a modely.

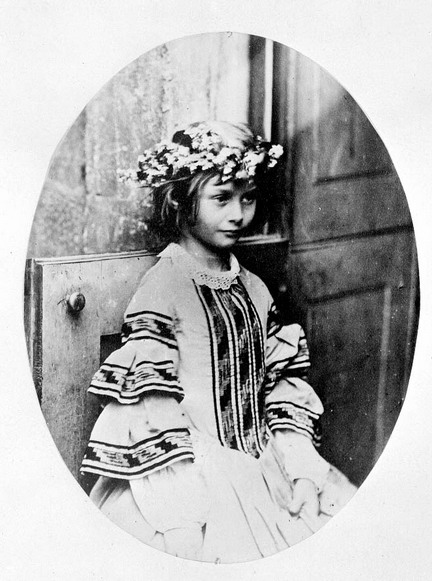
Lewis Carroll: Májová královna, květen nebo červen 1860

Zpočátku Carroll pracoval na fotografiích v místnostech svého domu a později začal využívat prosklené studio v budově děkanátu. V roce 1872 v Oxfordu měl Carroll vlastní podkrovní fotografické studio, které bylo navrženo tak, aby mohl fotografovat i za deštivého a zataženého počasí. Mnoho hraček a kostýmů si půjčoval od divadla Drury Lane Theatre (ačkoli si spisovatel vytvořil některé kostýmy sám a některé si na chvíli vypůjčil z Ashmoleova muzea v Oxfordu). V masivní skříni byla ukryta sbírka natahovacích hraček jako jsou medvědi, králíci, žáby, natahovací myši, zkreslující zrcadlo, asi dvacet hudebních skříněk a varhany, které podle názoru ostatních hrály zvláštně. Carroll si dokonce sám vyrobil hračku netopýra, který mávat křídly a dokonce i létat. Využíval také pronajímané studio, ale pouze v nezbytných případech. Carroll obvykle fotografoval v Oxfordu, občas vyjížděl za jeho hranice (například do Jezerní oblasti, kde vyfotografoval rodinu básníka Alfreda Tennysona). Spisovatelova modelka Ethel Hatchová říkala, že Carroll měl kufr plný hraček, který otevřel ve správný čas, a někdy jako „návnadu“ použil Alenku v říši divů. Ella, jeho další modelka, dcera jednoho z oxfordských profesorů, vzpomínala, že Carroll se ji pokusil vyfotografovat v posteli, vyděšenou přízrakem „pomocí elektrického stroje mého otce, ale v tomto neuspěl...“ Některé své fotografie pořídil v lůně přírody, nejčastěji v zahradě děkanátu.
Carroll nikdy nebyl členem profesionálních fotografických klubů nebo společností. Jediná profesionální výstava, na které byly vystaveny čtyři jeho portréty, byla 5. výroční výstava Královské fotografické společnosti v roce 1858. Je znám název pouze jediného zde uvedeného Carrollova portrétu, kterým byla Červená Karkulka. Jako hlavní formu vystavování svých fotografií vytvářel osobní alba, která ukazoval hostům. Několik takových alb přežilo dodnes (2020). Za dvacet čtyři let pořídil asi 3000 fotografií, z nichž se dochovalo méně než tisíc.
V roce 1880 Carroll přestal fotografovat. Důvody tohoto rozhodnutí nejsou známy. Podle jedné hypotézy měl negativní přístup k suchému procesu, který nahradil mokré kolodiové desky. Po roce 1880 se soustředil hlavně na literaturu. O rok později se vzdal výuky. John Pudney ve své knize Lewis Carroll and His World (Lewis Carroll a jeho svět) naznačuje, že motivy byly řetězcem nešťastných náhod a psychologického zhroucení samotného spisovatele. Carroll si nezjistil věk dcery kolegy Sidneyho Jamese Owena (bylo jí sedmnáct let) a políbil dívku na rozloučenou, což na její matku udělalo nepříjemný dojem. Začaly drby. Možná, že sám Carroll pochyboval o přirozenosti svého popudu a rozhodl se vzdát se fotografie. Zároveň se rozešel s mnoha oxfordskými přáteli a kolegy.
Portréty dětí, které Carroll vytvořil, byly podle jeho vůle předány do rodin modelek. Tyto Carrollovy fotografie byly rozptýleny a zapomenuty, většina z nich nebyla ani podepsána jménem autora.

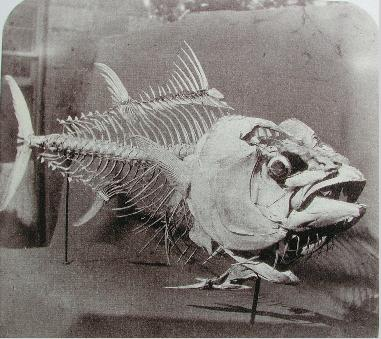
Lewis Carroll: Kostra ryby z ostrova Madeira, 1857
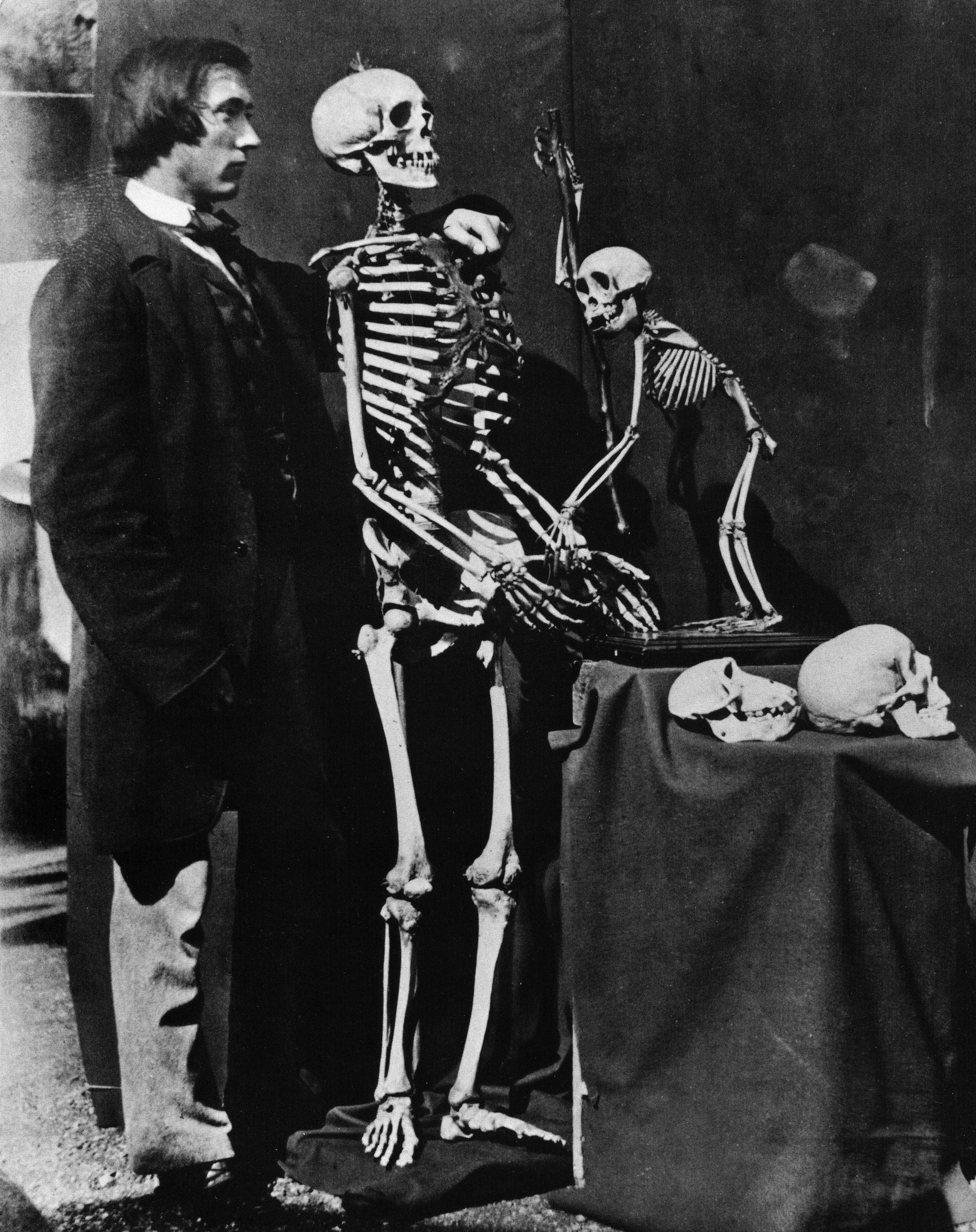
Lewis Carroll: Reginald Southey a kostry, 1858
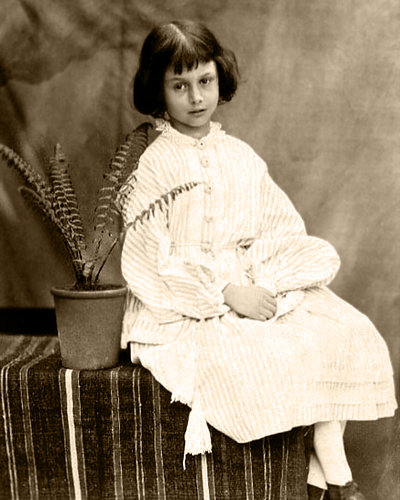
Lewis Carroll: Alice Liddellová, 1858
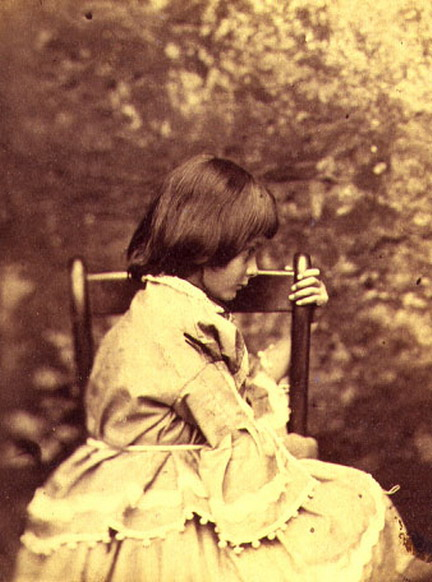
Lewis Carroll: Alice Liddellová z profilu, léto 1858
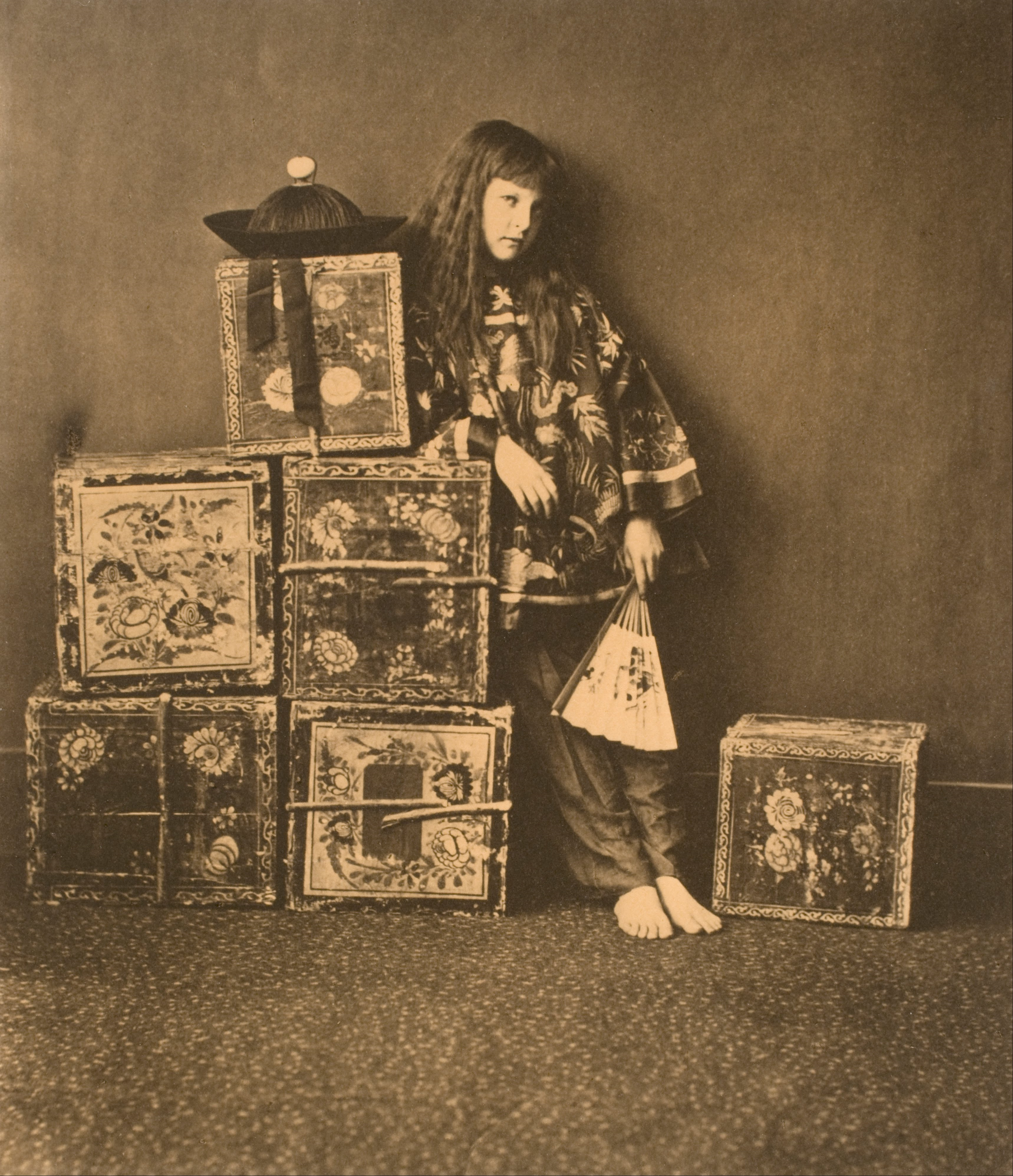
Lewis Carroll: Alexandra Kitchinová jako Číňanka, 1873

## Umělecké rysy Carrollových fotografií
Podle životopisce Johna Pudneyho je Lewis Carroll považován za nejlepšího dětského fotografa 19. století. V dopise z roku 1877 sám Carroll píše svému korespondentovi, že se považuje za „amatérského fotografa, jehož specializací jsou děti.“ Dobře rozuměl zvláštnostem dětské psychologie a považoval za nutné dítě na fotografování připravit. Často o sobě říkal, že není fotograf, ale umělec. V dopise vyzýval korespondenta, aby přivedl děti do jeho ateliéru, nikoli s cílem „hned fotografovat (s cizími lidmi se mi nikdy nedaří), ale poznat místo a umělce a zjistit, jak moc se jim líbí myšlenka přijít později a nechat se vyfotografovat.“
Při fotografování se spisovatel držel přísných pravidel:
Zbožňuji děti, ale s výjimkou chlapců. Na můj vkus to v žádném případě není atraktivní typ bytosti. Vždy se mi zdálo, že potřebují oblečení, zatímco... krásné podoby dívek se jen velmi zřídka vyplatí skrývat. Kdybych pro své fotografie našel nejroztomilejší dívku na světě, a během fotografování jsem zjistil, že je v rozpacích při pomyšlení na to, že pózuje obnažená, považoval bych za svou svatou povinnost vůči Bohu, bez ohledu na to jak prchavá byla její plachost a jak snadné bylo ji překonat, vzdát se tohoto záměru okamžitě a jednou pro vždy.
Lewis Carroll
Po dlouhou dobu se věřilo, že obrazy svlečených dětí vytvořené Carrollem byly ztraceny, ale šest z nich bylo objeveno a publikováno. Nejznámější z nich je spisovatelova fotografie Loriny, starší sestry Alice Liddellové. Další podobné fotografie byly pořízeny ve druhé polovině 70. let a zachycovaly sestry Hutchovy: Beatrice, Evelyn a Ethel. Carroll přijal veškerá nezbytná opatření, aby se tyto fotografie nedostaly do špatných rukou – zničil kopie tisků a negativů. Pokaždé byly snímky pořízeny s vědomím a souhlasem rodičů. Fotografie sester Hutchových jsou ručně kolorované.
Carrollovo nadšení pro malé dívky v kombinaci se zjevným nedostatkem zájmu o romantické vztahy s dospělými ženami, psychoanalytickým čtením jeho díla a zejména fotografiemi nahých a polonahých dívek vedou ke spekulacím o pedofilii fotografa, i když ne fyzicky realizovanou, ale sublimovanou ve formě literatury a fotografie. Tyto úvahy vznikly mnoho let po jeho smrti na pozadí zničení rodinou Carrollových (v zájmu zachování pověsti zesnulého), důkazy jeho přátelství s dospělými dámami, což může budit dojem, že se zajímal výlučně o malé dívky. 
 Vladimir Levašov: Lewis Carroll a piktorialismus

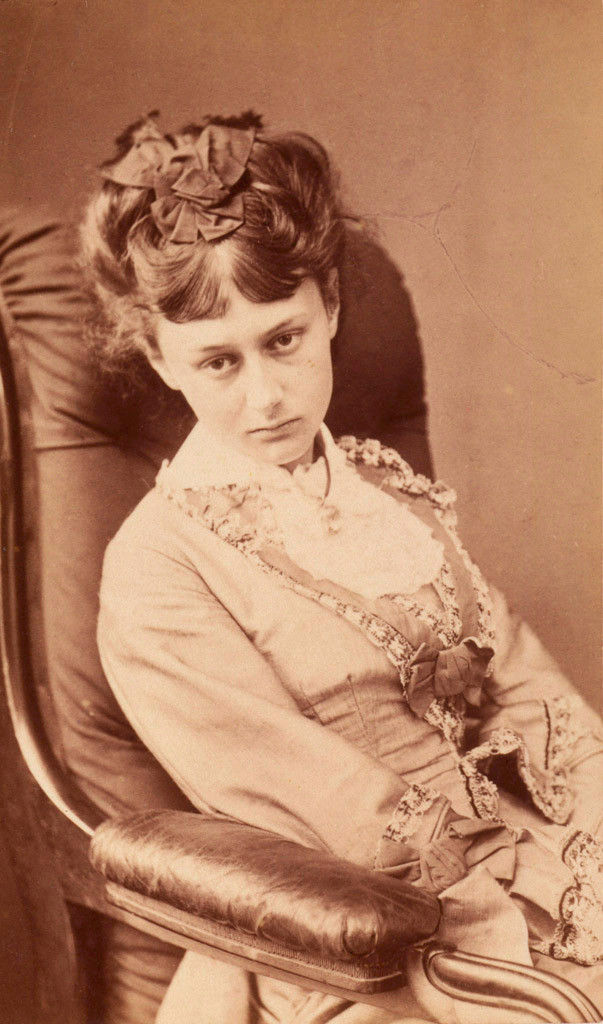
Lewis Carroll: Alice Liddellová, 1870

Neexistují žádné přímé důkazy Carrollově činech, které by bylo možné považovat za pedofilní. Carroll sám trval na čistě estetickém zájmu. Tato verze se odráží ve studii historičky Karoline Leach v publikaci In the Shadow of the Dreamchild (Ve stínu snů, 1999). Leach tvrdí, že Carroll se dvořil starším ženám a že mnoho jeho „dětských přátel“ bylo ve skutečnosti daleko od jejich adolescentního věku. Někteří historici specializující se na viktoriánskou éru naznačili, že Carrollovo vnímání dětí bylo v rámci dobových tradic, zákonů a morálky a také ve vztahu ke konkrétním okolnostem autorovy biografie. Samotný Carroll byl zároveň do značné míry zklamaný ze svých zkušeností s dětmi. Napsal: „Myslím, že devět z deseti případů mého přátelství s dětmi se zhroutilo... a dětští přátelé, kdysi tak něžní, se časem stali nezajímavými známými, s nimiž jsem se už netoužil setkávat“. Jiní vědci považují za důvod jeho zájmu o děti zálibu fotografa ve vytváření pohádkové atmosféry, hry a improvizace, která je typická pro děti, ale cizí světu dospělých. Dětské modely umožnily překonat nezbytné prvky fotografie tehdejší doby: dlouhou dobu expozice, nehybnost před kamerou a hluboké ticho. Samotný proces vzniku fotografie některé děti vnímaly jako posvátný čin. Alice Liddellová napsala svému synovi o několik desetiletí později: „Mnohem zajímavější než fotografování bylo se dostat do temné komory a sledovat umělce, jak vyvolává velké skleněné desky“. Morton N. Cohen, americký historik umění a expert na Carrolla, publikoval malou monografii o spisovatelových fotografiích aktu.
Vědci upozorňují na Carrollovu schopnost přimět děti, které pro něj pózovaly, vydržet před fotografickou kamerou v nehybnosti (minimální doba expozice byla 40 sekund). Kvůli dlouhé expozici se Carrollovy postavy jen zřídka usmívají, ale Vladimir Levašov věří, že cílem spisovatele nebylo „proniknout do srdcí jeho modelů“, ale „vytvořit harmonický obraz“. Sám napsal, že k fotografii ho nejvíce přitahovaly pózy modelů (zejména jejich rukou) a kompozice obrazu. Evelyn Hatchová si vzpomněla na „téměř modlitební rituál výběru pózy, kterému se dostalo velké pozornosti...“
Carroll aktivně udržoval vztahy s amatérskými fotografy a byl přijat do kruhu již zavedených profesionálů. Levašov se domnívá, že autor využíval fotografii jako způsob, jak vstoupit do vyšší sociální vrstvy, než ke které sám patřil. Díky fotografiím se Carroll přiblížil k Prerafaelitům. V roce 1857 se setkal s teoretikem tohoto směru Johnem Ruskinem, který se aktivně zajímal o fotografii, a poté s preraffaelitskými umělci jako byli například Dante Gabriel Rossetti, William Holman Hunt, John Everett Millais nebo Arthur Hughes. Spolu s pracemi Henryho Peacha Robinsona a Oscara Gustava Rejlandera jsou Carrollovy fotografie klasifikovány jako piktorialismus, který se vyznačuje inscenovanou povahou snímání a úpravami negativů. Carroll se osobně znal s Rejlanderem, absolvoval u něho několik lekcí a získal od něj sbírku inscenovaných dětských fotografií. Rejlanderova fotografie spisovatele je považována za klasický fotografický portrét poloviny šedesátých let 19. století. Spisovatel také vlastnil sbírku 37 fotografií Clementiny Hawardenové (všechny o rozměrech přibližně 198 x 144 milimetrů), co představuje druhou největší kolekci po sbírce její rodiny.
Carroll se úzce přátelil s mnoha významnými fotografy své doby a svým způsobem hodnotil jejich práci. Carrollovi se nelíbily fotografie Julie Margarety Cameronové kvůli jejich nedostatečnému zaostření (spojovala rozmazané obrazy s jemným emocionálním pohybem). Cameronová upřednostňovala extrémně detailní záběry a Carroll dával přednost mít na snímku celou postavu, jelikož mu připadala nejvýraznější. Existují vzácné důkazy o tom, že Carroll při své práci na fotografiích využíval rady profesionálních umělců, kteří pro jeho fotografie někdy dokonce vytvořili náčrty. Carroll jednou napsal, že umělec Henry Holiday pro něj připravil náčrty kompozic se dvěma nahými dětmi.

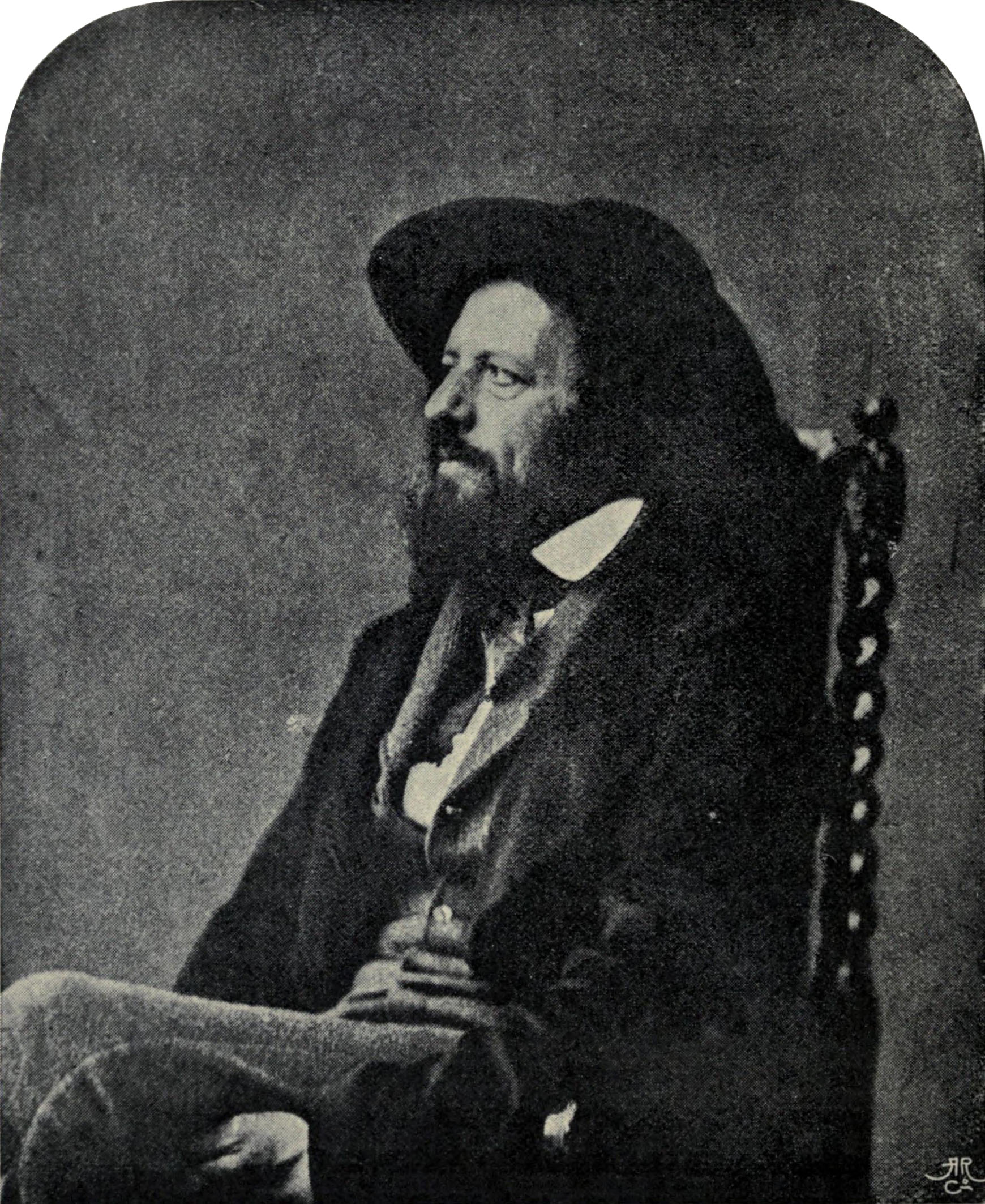
Lewis Carroll: Alfred Tennyson, 1857
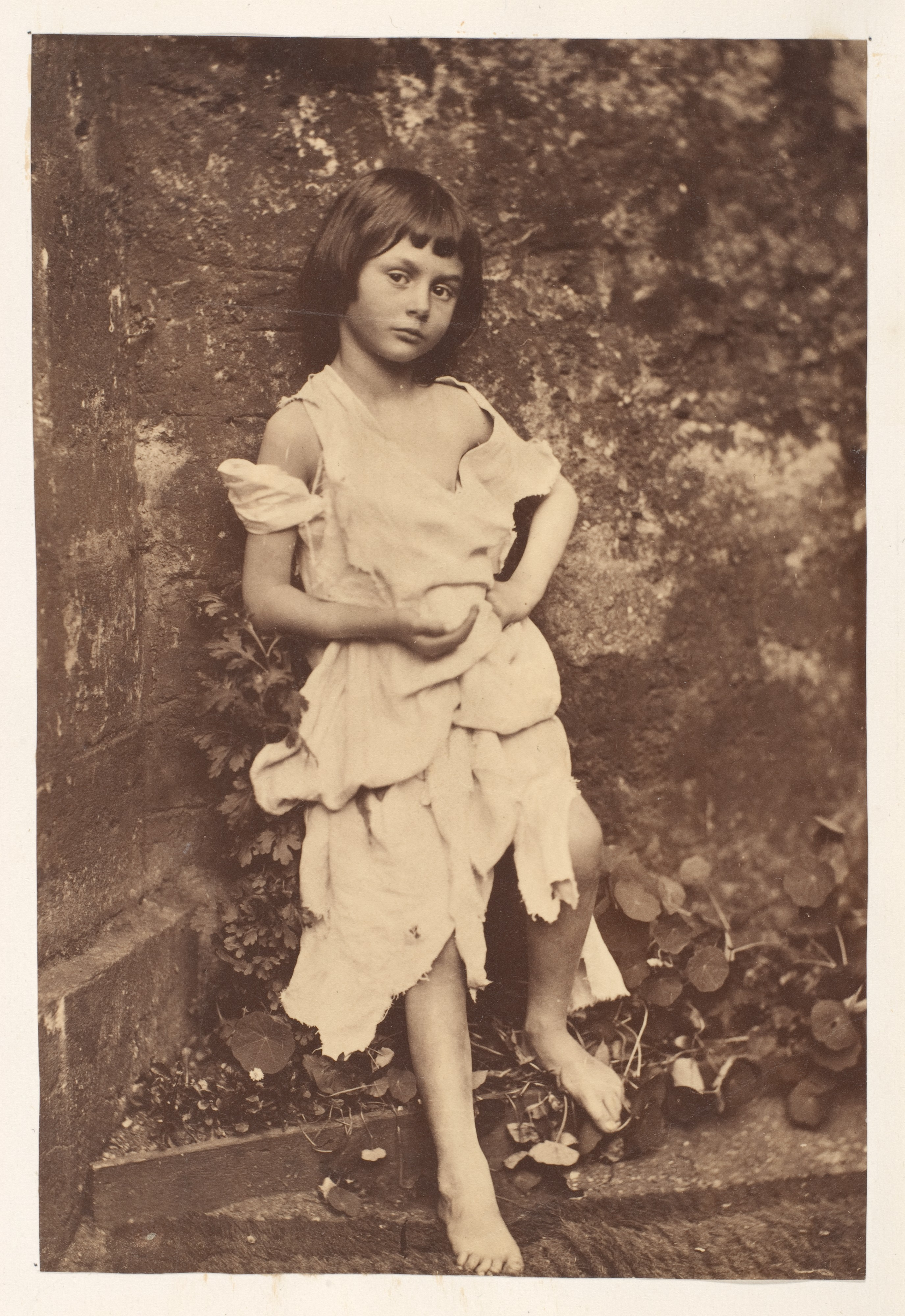
Lewis Carroll: Alice Liddellová jako žebračka, 1858
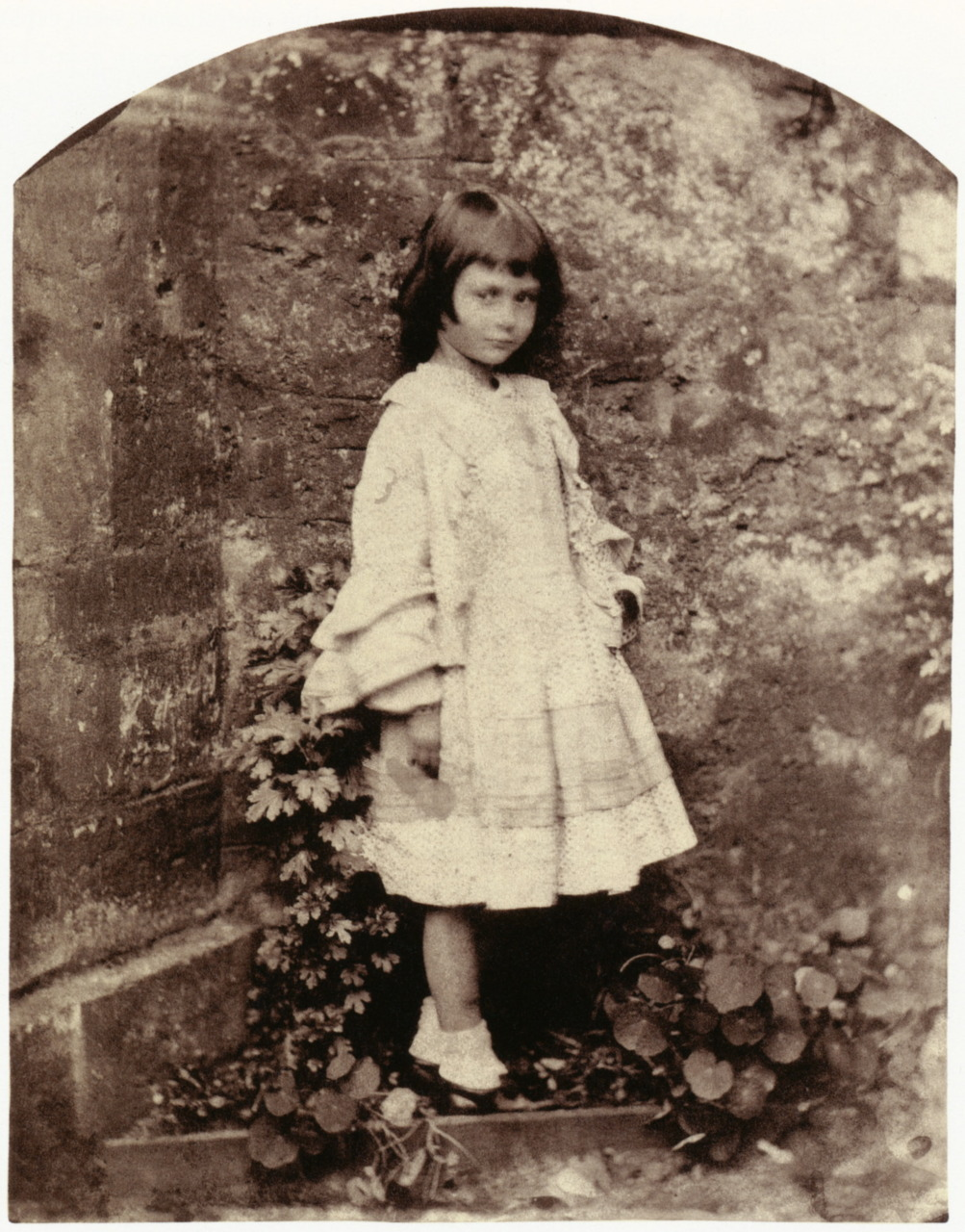
Lewis Carroll: Oblečená ve svém nejlepším oblečení, 1858. Párová fotografie pro Alice Liddellová jako žebračka
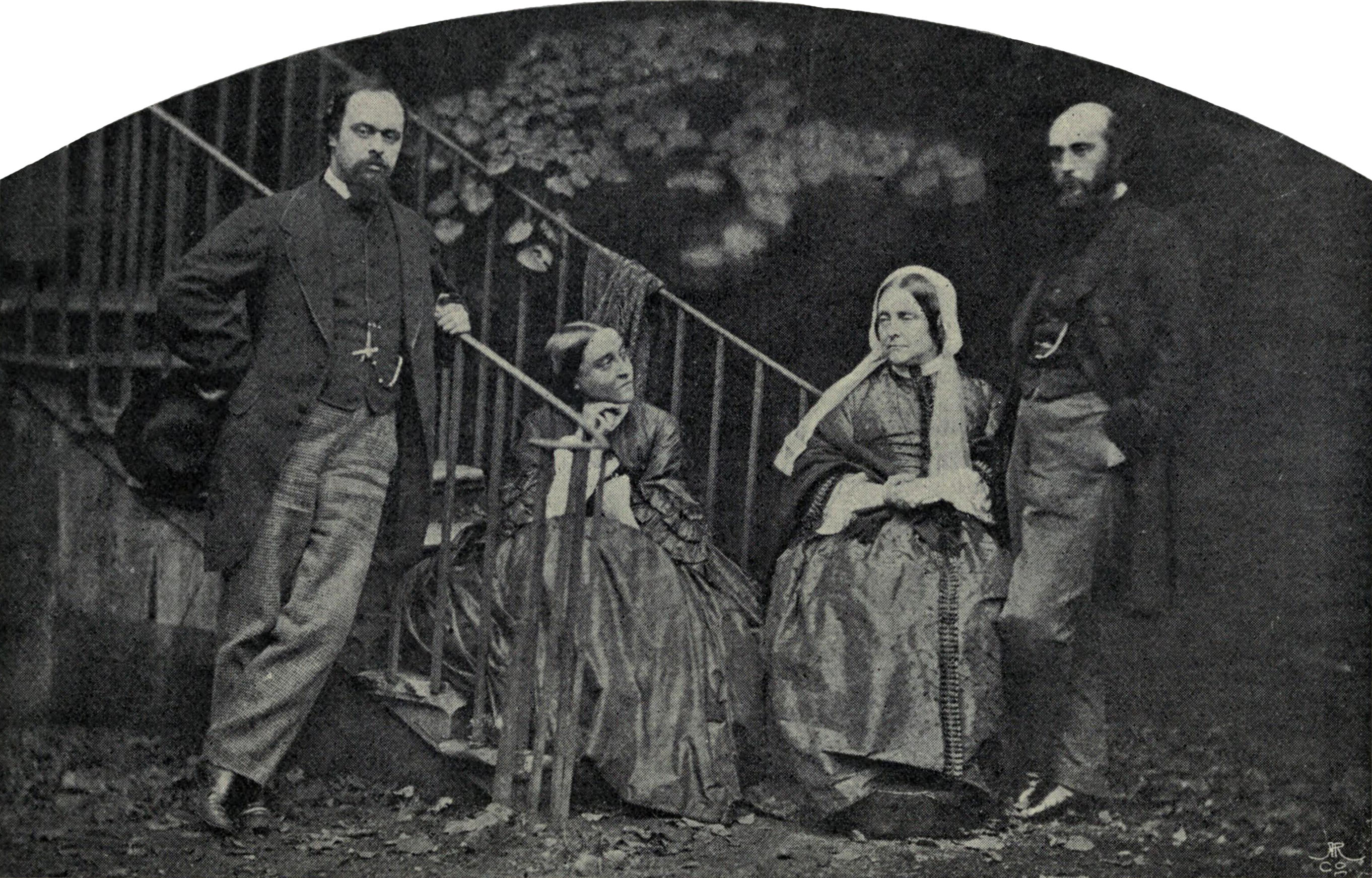
Lewis Carroll: Rodina Dante Gabriela Rossettiho, 1863
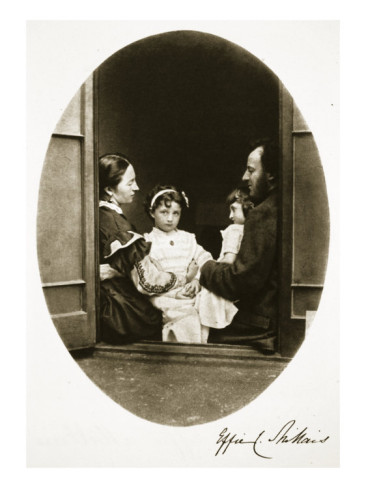
Lewis Carroll: Rodina Johna Everetta Millaise, 21. července 1865
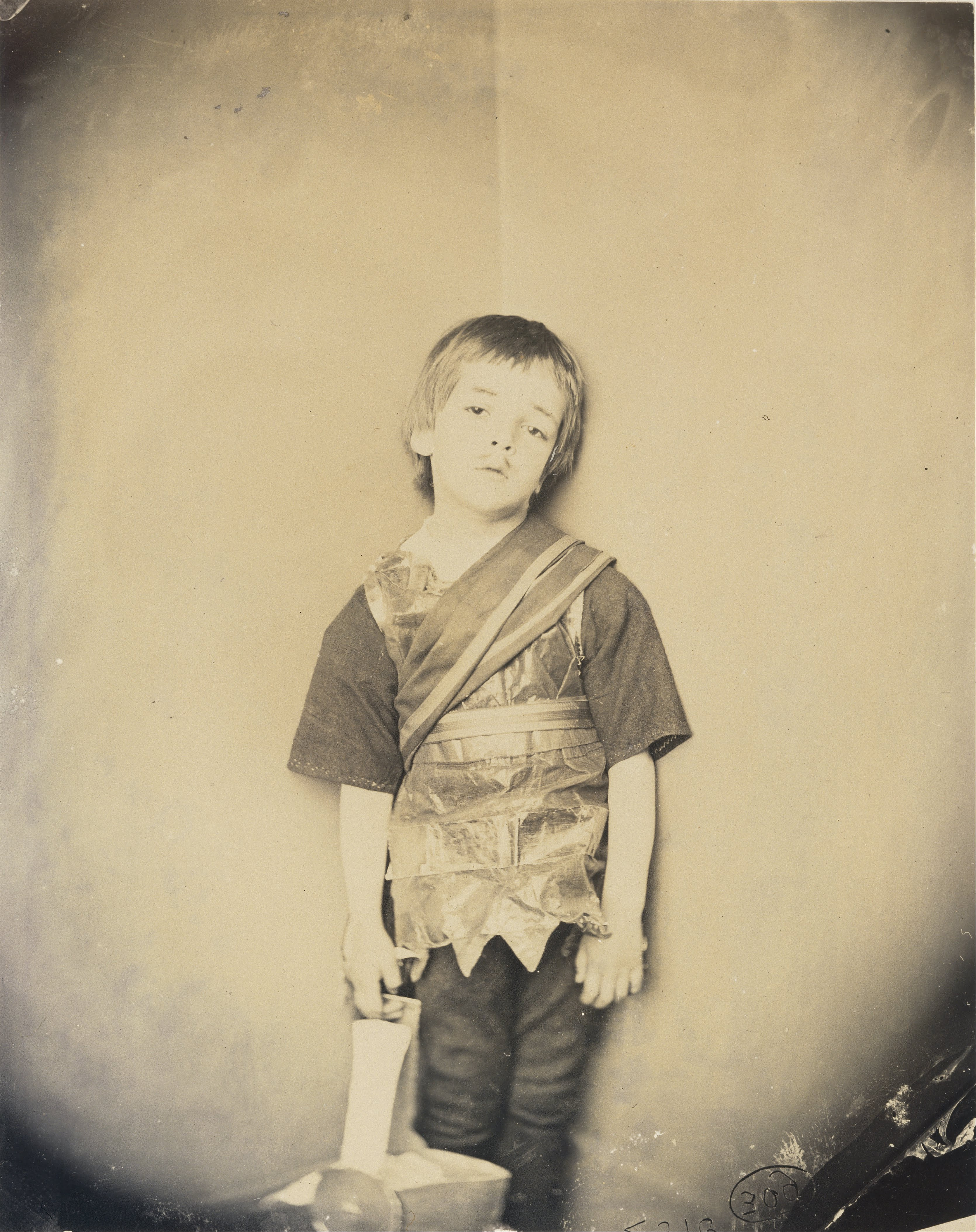
Lewis Carroll: Achilles ve svém stanu (Brooke Taylor Kitchin), 26. června 1875

## Carrollovy modely
Současníci tvrdili, že Lewis Carroll byl jako fotograf nesnesitelný, nevnímal chaos, který vytvářel v domě někoho jiného. Nezastavil se před ničím a sledoval dva cíle: získat jako model celebritu nebo krásné děti. Pokusil se získat povolení k fotografování královny Viktorie a následníka trůnu – budoucího krále Eduarda VII., ale bezvýsledně. Carroll po dlouhou dobu pronásledoval Tennysona a jeho rodinu a dožadoval se souhlasu na jejich fotografování. Výsledkem bylo, že Tennyson viděl v mladém učiteli především fotografa a odmítal uznat jeho literární talent. Významnou událostí pro Carrolla byla pochvala, kterou mu udělila sama královna:
Dostal jsem dopis od paní Reedové, který obsahuje poznámku od lady A. Stanleyové (manželky opata z Westminsterského opatství) vůči lady A. M. Dawsonové, kde říká, že královně ukázala moje fotografie, a byla instruována, aby sdělila, že Její Veličenstvo je obdivuje. Takové snímky vyhovují vkusu prince-choti a udělaly by mu velkou radost. 
 John Pudney: Lewis Carroll a jeho svět
Největší Carrollovou trofejí mezi portréty státníků byla fotografie Roberta Gascoigne-Cecila markýze ze Salisbury, budoucího předsedy vlády Velké Británie a v té době kancléře Oxfordské univerzity.
Carrolův sociální kruh byl omezen na jeho vlastní rodinu, členy oxfordské akademické komunity a jejich děti. Právě tito lidé posloužili jako modely autorových fotografických portrétů. Více než polovina dochovaných Carrollových fotografií zobrazuje dívky (i když podle odborníků může být skutečný podíl, s přihlédnutím ke ztraceným fotografiím, zcela odlišný). Ve svém deníku z března 1863 uvádí v abecedním pořadí 103 dívek, které by chtěl vyfotografovat. Portrétoval je jak v oblečení (historické, etnické a pohádkové), tak i bez něj.
Své dětské fotomodelky nazýval Carroll „dětskými přítelkyněmi“ (child friend). Někteří vědci se domnívají, že tento termín neznamenal věk, ale typ vztahu. Ve viktoriánské Anglii byl tento výraz zcela běžný a odrážel povahu vztahů mezi lidmi různého sociálního postavení. Existují i jiné interpretace tohoto pojmu.
Mezi nejznámější a nejčastější Carrollovy modelky patřily:
- Alexandra Rhoda Kitchinová (přezdívaná „Eksi“, Alexandra „Xie“ Rhoda Kitchinová, 1864–1925) – múza a modelka spisovatele od roku 1868. Carroll ji fotografoval častěji než kteroukoli z jeho ostatních modelek. Alexandra Kitchinová byla dcerou reverenda George Kitchina (1827–1912), který byl Carrollovým kolegou v Kristově chrámu v Oxfordu, později se stal děkanem katedrály ve Winchesteru a následně v Durhamu.[18][19] Kmotrou Kitchinové byla Alexandra Dánská, budoucí manželka královna Velké Británie a Irska, která byla přítelkyní její matky z dětství.[20] V roce 1890 se Alexandra provdala za Arthura Cardewa, úředníka a amatérského hudebníka. Měli šest dětí. Na rozdíl od Alice Liddellové, Isy Bowmanové a Carrollových dalších přátel, Alexandra své vzpomínky na spisovatele nikdy nezveřejnila.[21]
- Alice Liddellová (1852–1934) byla dcerou klasického filologa Henryho Liddella, děkana jedné z vysokých škol v Oxfordu a spoluautora řeckého slovníku „Liddell-Scott“, a jeho manželky – Loreeny Hannah Liddellové (rozené Reeve). Je zachycena na dvaceti Carrollových fotografiích. Je jí věnován rukopis Alice in Wonderland (a jeho původní verze – Alice's Adventures Under the Ground), předpokládá se, že Carroll do ní byl zamilovaný. Podle některých zpráv se pan Dodgson obrátil na Aliciny rodiče s žádostí, aby mu umožnili požádat ji o ruku, až dospěje. O tom však neexistují žádné přesné údaje. Je možné, že je to součást „mýtu o Lewisovi Carrollovi a Alence“, který vznikl později.
- Agnes Grace Weldová (1849–1915) – neteř básníka Alfreda Tennysona, byla dcerou historika a spisovatele Charlese Richarda Welda (1813–1869), který šestnáct let působil jako asistent sekretáře a knihovníka v Londýnské Královské společnosti, a Anne Weldové (roz. Selwoodové). Jako dítě opakovaně pózovala pro Lewise Carrolla, Julii Margaret Cameronovou[22] a Oscara Gustava Rejlandera. Její teta (sestra matky) se stala manželkou Alfreda Tennysona, s touto rodinou si dívka a její rodiče udržovali blízký vztah. Agnes Weldová se nikdy nevdala, svůj život zasvětila charitě a utratila za ni téměř celé své dědictví. Byla známou publicistkou, během svého života vydala čtyři knihy věnované náboženství nebo obsahující vzpomínky na Alfreda Tennysona.[23]
- Annie Rogersová (1856–1937), později známá jako aktivní zastánkyně vzdělávání žen. Vyrostla v Oxfordu v akademické rodině a byla dcerou profesora a ekonoma Jamese Edwina Thorolda Rogerse. V roce 1873 úspěšně složila zkoušky na Balliolově koleji a Worcesteru, ale namísto ní byl přijat jeden chlapec, který vykazoval nižší výsledek, a Annie Rogersová získala čtyři svazky Homéra jako dárek od Balliovy koleje. V souvislosti s tímto široce propagovaným příběhem byly vytvořeny samostatné kurzy pro ženy, Rogersová absolvovala s nejlepším výsledkem a s vyznamenáním v latině a starověké řečtině (1877). Později se stala sekretářkou asociace pro vzdělávání žen a spoluzakladatelkou Společnosti Oxfordských domácích studentů Univerzity Svaté Anny.[24]
- Connie Gilchristová (1865–1946) – britská modelka, která v dětství a dospívání pózovala pro umělce Fredericka Leightona, Jamese McNeilla Whistlera, Franka Milese, Franka Holla nebo Williama Powella Frata. Gilchristová byla modelka, herečka činohry a hudebního divadla, umělkyně pantomimy, tanečnice burlesky a později manželka anglického aristokrata Edmonda Waltera Fitz-Maurice, 7. hrabě z Orkneje od roku 1892.

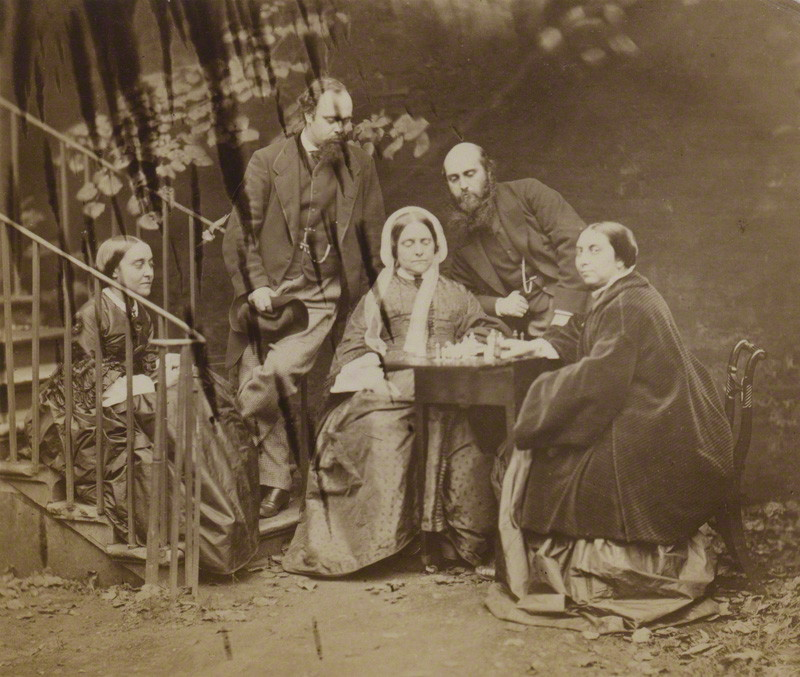
Lewis Carroll: Rodina Rossettiových hraje šachy, 1863
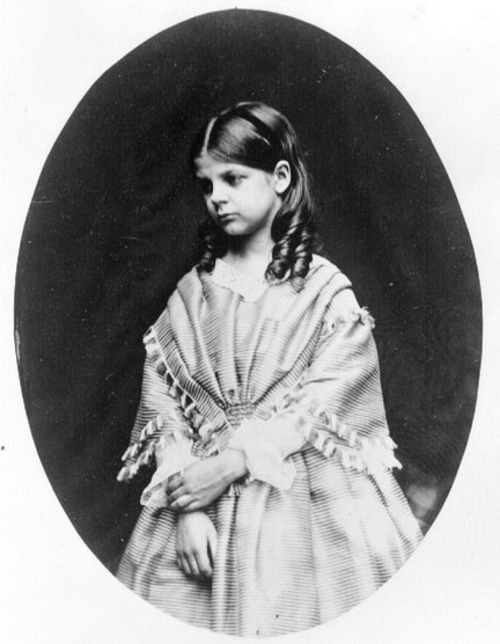
Lewis Carroll: Agnes Grace Weldová
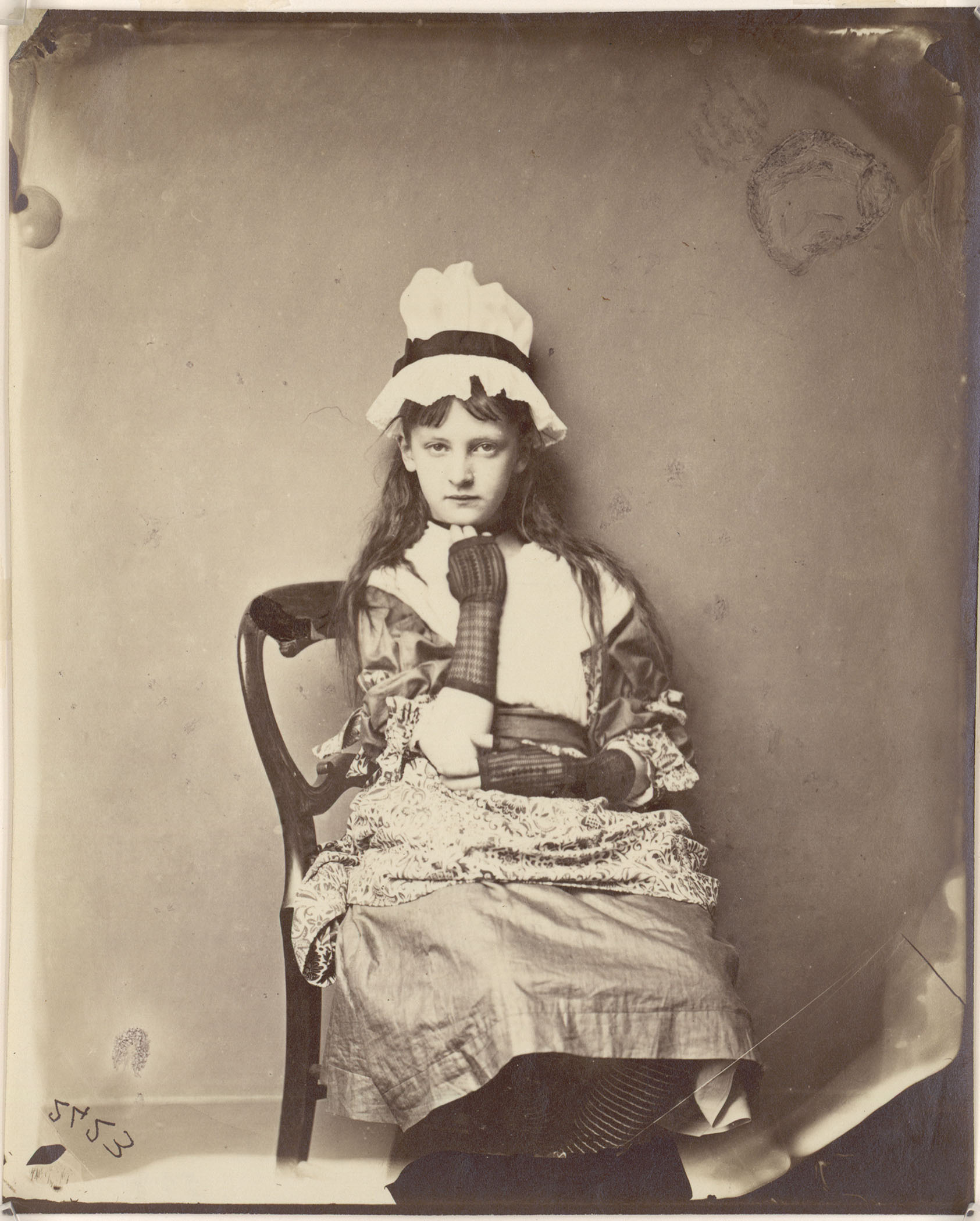
Lewis Carroll: Exie Kitchinová v šatech Penelope Boothbyové, 1875–1876
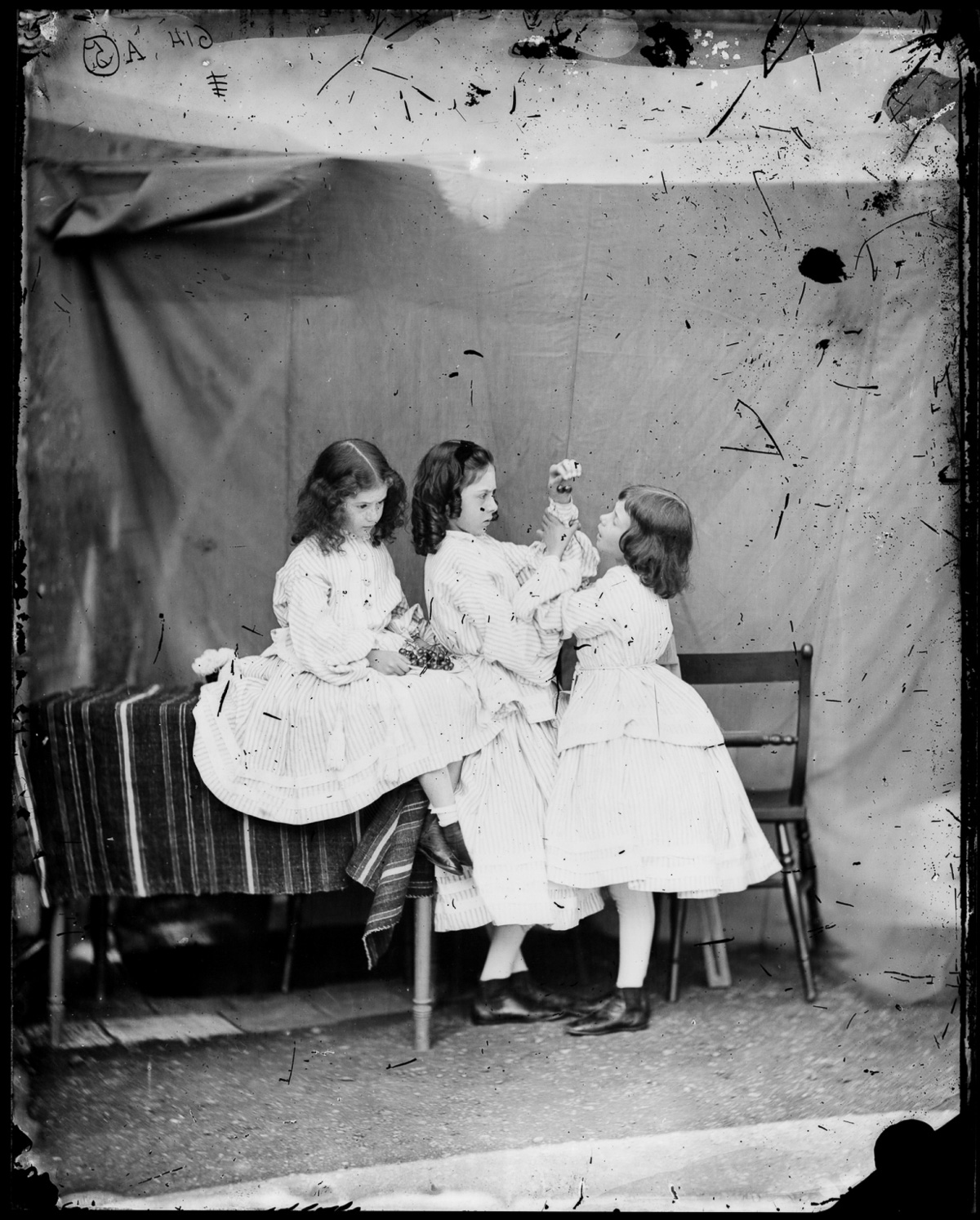
Lewis Carroll: Lorina, Alice a Edith Liddellovy na fotografii Otevřete ústa..., červenec 1860
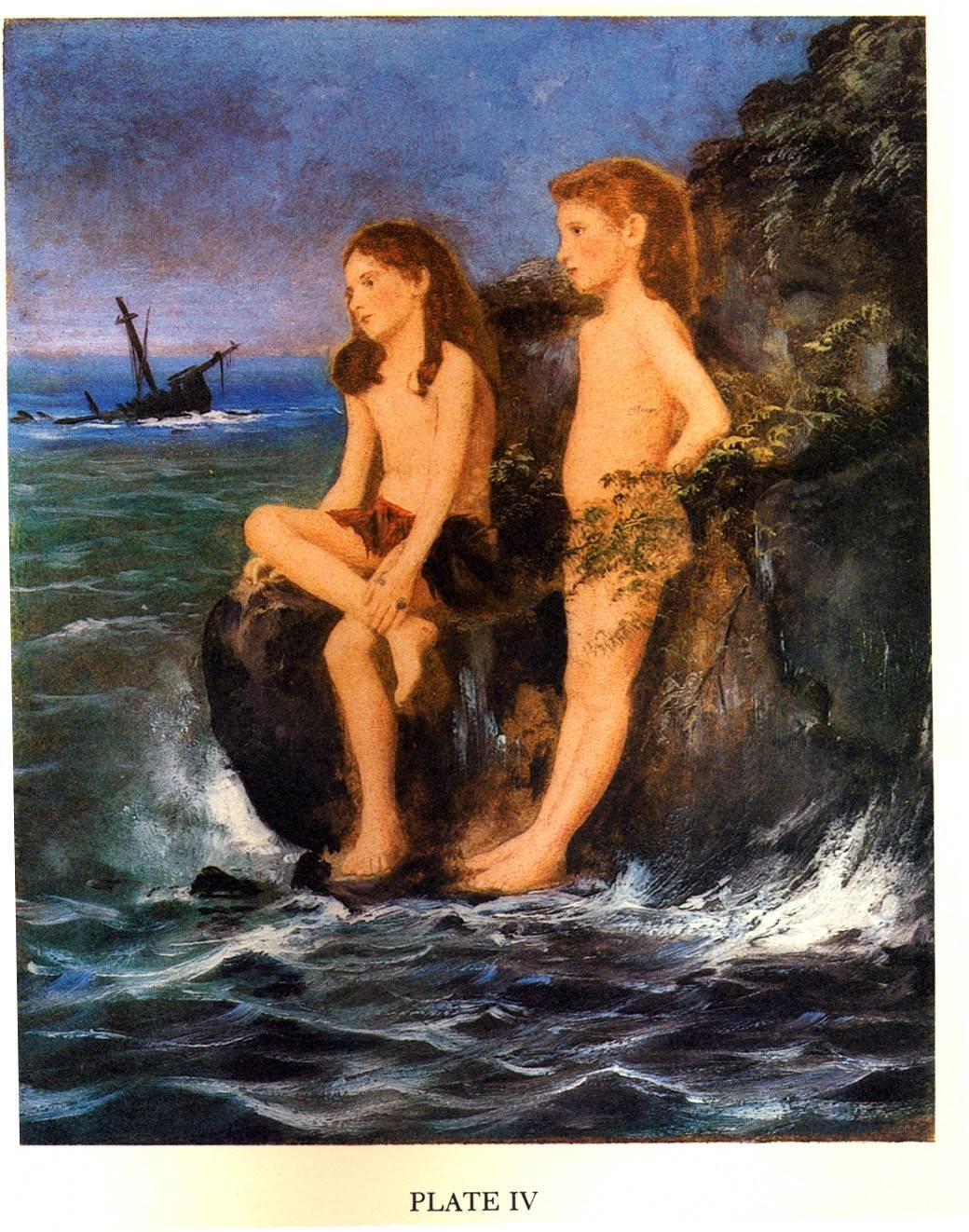
Lewis Carroll: Annie a Frances Hendersonovy, červenec 1879
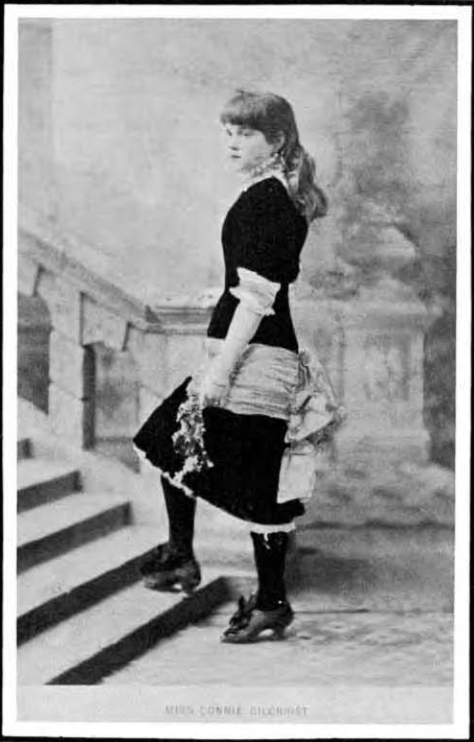
Lewis Carroll: Slečna Connie Gilchristová, 1882

## Šachy na fotografiích Lewise Carrolla
Carroll zachytil postavy hrající šachy na celé sérii fotografií. Spisovatel se o události šachového života Velké Británie aktivně zajímal, sám šachy hrál a učil hrát šachy také děti. Děj pohádky Za zrcadlem a co tam Alenka našla je založen na šachové hře, kterou sám autor vymyslel.

## Carrollova literární díla ofotografii
Carroll vytvořil několik literárních děl různých žánrů na téma fotografie: povídky Photography Extraordinary (Neobvyklá fotografie), The Legend of Scotland (Skotská legenda), A Photographer’s Day Out, báseň Hiawatha’s Photographing (v dalších překladech Hiawatha za kamerou, Fotografování Hiawathy). Nejznámější z jeho literárních děl na téma fotografie je báseň – parodie básně Henryho Longfellowa. Ta byla dokončena 13. listopadu 1857 a vytištěna v The Train v prosinci téhož roku. Později byla za života autora znovu vydána ve sbírkách Phantasmagoria and Other Poem (Fantasmagorie a jiné básně, 1869) a Rhyme and Reason (1883). Jedná se o parodii na Píseň o Hiawathovi, kde Carroll popisuje vzrušení a potíže fotografa, pravděpodobně ze své vlastní zkušenosti. Autor předznamenal báseň krátkým úvodem, který je psán stejným metrem, ale není rozdělen do řádků jako ve verších:
Ve věku padělků nemám nárok na zásluhy za pokus dělat to, co každý umí a co není složité. Koneckonců, jakýkoli literát, do určité míry citlivý na rytmus, mohl celé hodiny v lehkém chvějícím se verši skládat slavné řádky o dobách Hiawathy. Opravdu tedy nestojí za to věnovat pozornost formě malé básně, konsonancím v ní obsaženým – ať nestranný čtenář posoudí pouze otevřené téma s otevřenou myslí. 
 Lewis Carroll, Píseň o Hiawathovi
V Carrollově povídce A Photographer’s Day Out musí hlavní hrdina uspořádat rodinné focení. Rodina zahrnuje otce, matku, dva syny, školáky, velké množství dětí a nejstarší dceru Amelii, jejíž krásu se hlavní postava povídky snaží zachytit na obrázku, a jejíž sympatií se snaží dosáhnout. Po vyfotografování celé její rodiny však zjistí, že je zasnoubená a že jeho naděje nejsou předurčeny k naplnění. Příběh Skotská legenda se odehrává na středověkém hradě, kde se objevil duch jisté Lady z budoucnosti, který vypráví o neúspěšných pokusech nešikovného fotografa, aby vyfotografoval celou její postavu (pokaždé se na fotografii objeví pouze část jejího těla). V příběhu Neobvyklá fotografie Carroll popsal jistou „nejnovější metodu fotografie“, která umožňuje „přivést“ literární texty do požadovaného stavu. Podle autora mu experiment s básní od Williama Wordswortha vydával „úžasnou energii“ a v průběhu podobného experimentu s básní od George Gordona Byrona se z papíru „zakouřilo a shořel“.

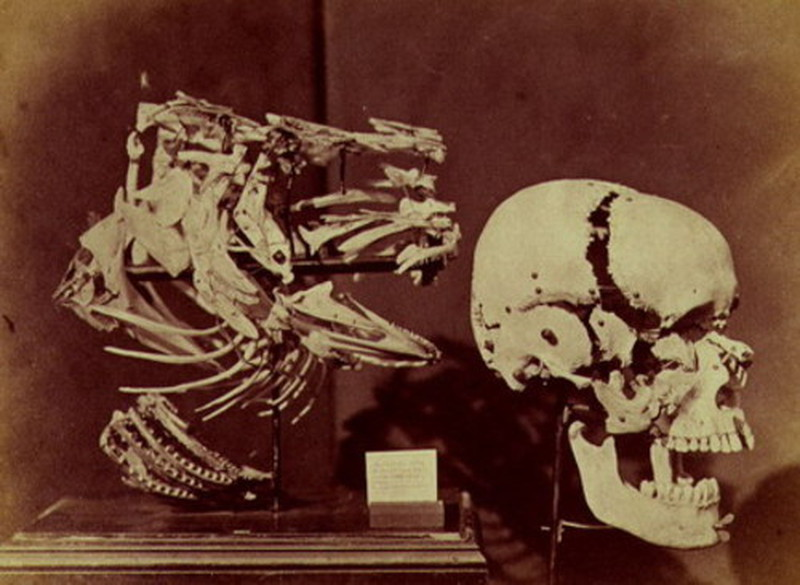
Lewis Carroll: Lebka a ploutve tresky a lidská lebka, 1857
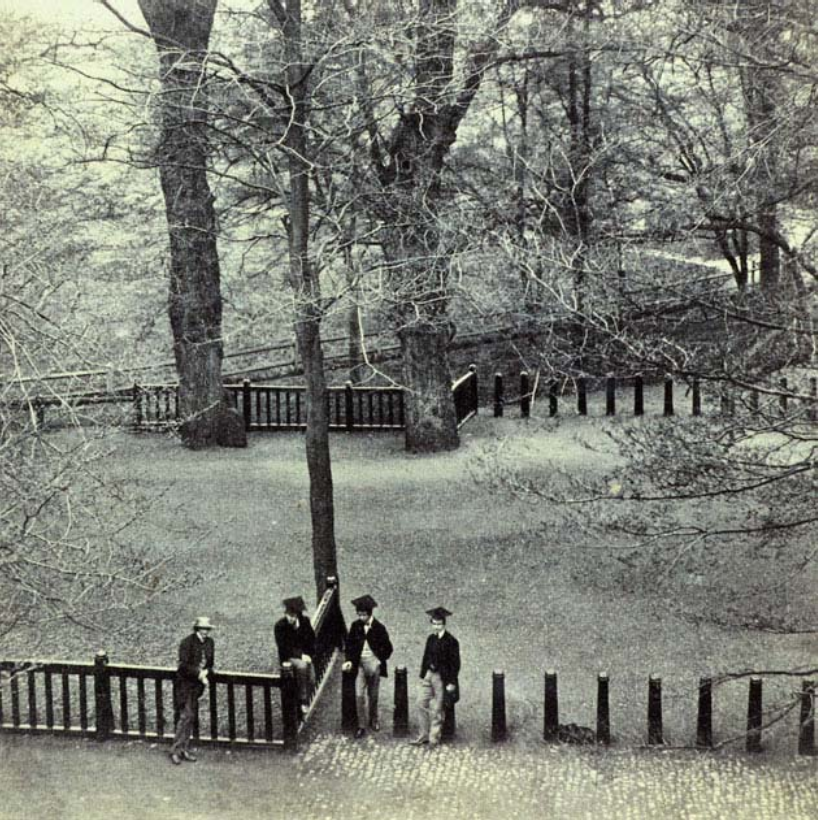
Lewis Carroll: Pohled z okna Reginalda Southeye, červen 1857
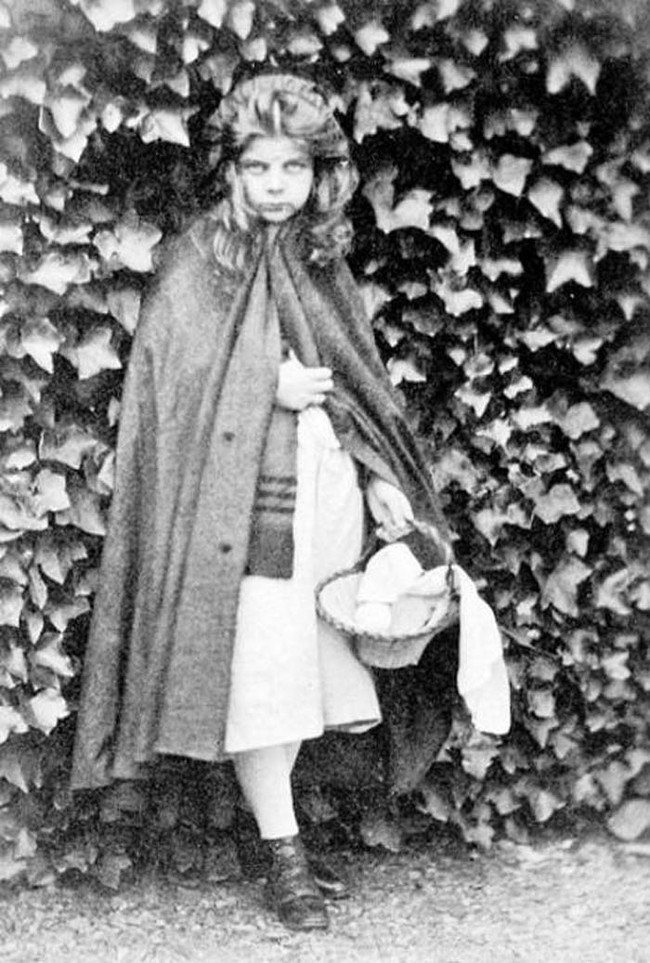
Lewis Carroll: Červená Karkulka, 1857
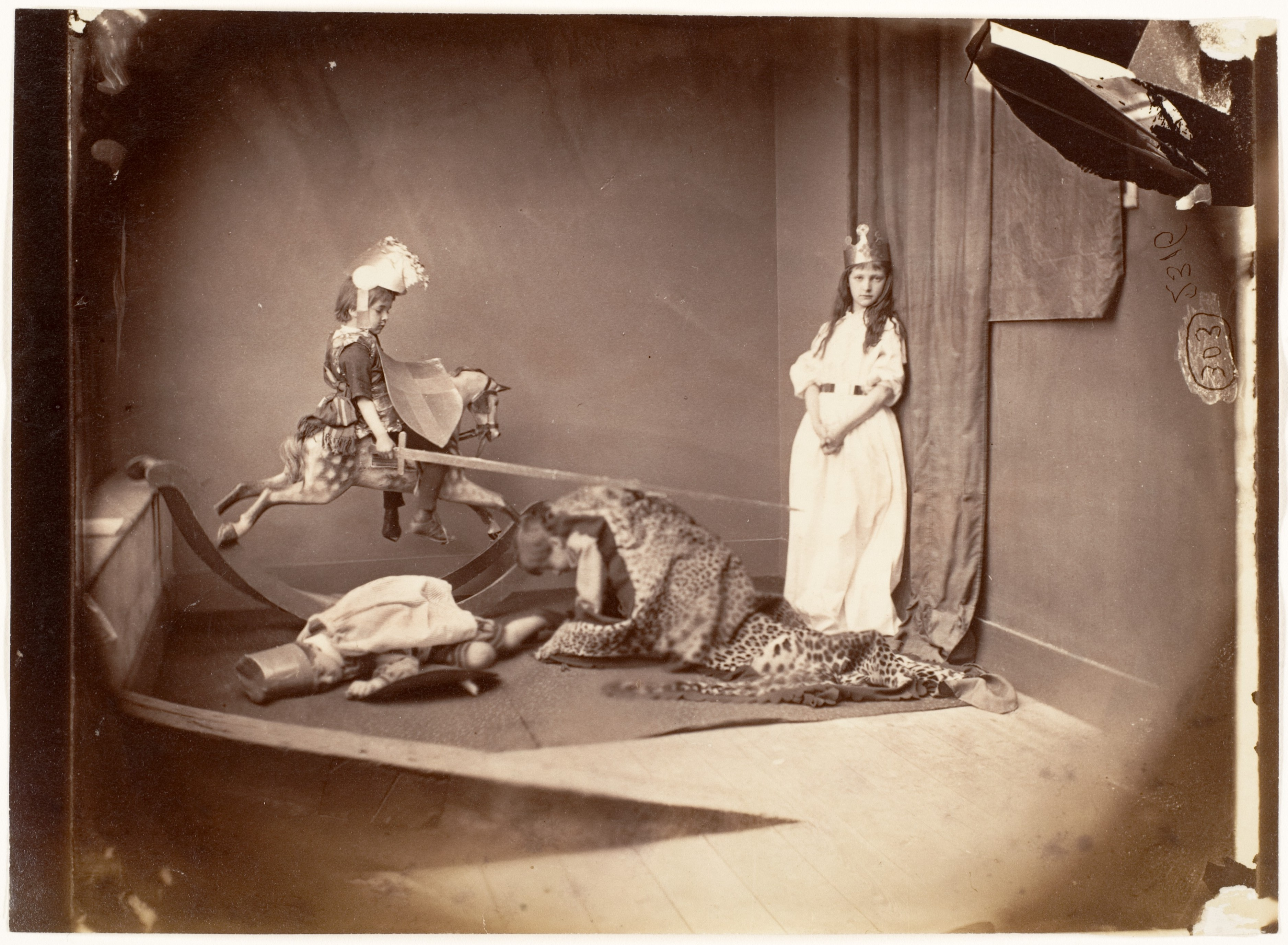
Lewis Carroll: Svatý Jiří a drak, 1857
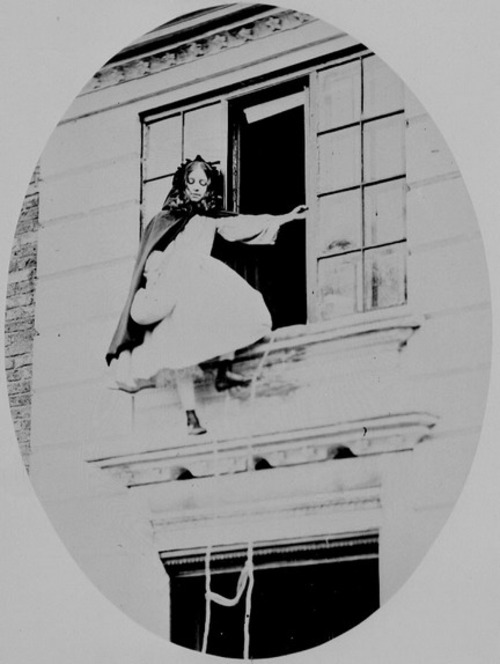
Lewis Carroll: Alice Jane Donkinová, 1862

## Fotografické sbírky Carrolla a jeho napodobitelů
V éře modernismu Carrollovy fotografie nenalezly pochopení a nevzbudily velký zájem, ale časem se jeho reputace jednoho z nejlepších viktoriánských fotografů začala zotavovat.
V roce 1945 se sběratel, historik a fotograf Helmut Gernsheim začal zajímat o viktoriánskou fotografii. V té době o tom nebyla žádná speciální literatura. Jistý londýnský bukinista nabídl Gernsheimovi album dětských fotografií (jak tvrdil, tyto fotografie byly „pořízeny z hromady knih v suterénu“), jejichž autorem mohl být podle bukinisty Lewis Carroll. Nebyly o tom žádné důkazy, ale Gernsheim v Britském muzeu porovnal podpisy fotografií se slavnými Carrollovými autogramy a ujistil se, že patří spisovateli.
Fotografické vybavení Lewise Carrolla přežilo až do naší doby (2020) a je uloženo v Oxfordském muzeu. Velká kolekce fotografií spisovatele je součástí sbírek Princetonské univerzitní knihovny a Národní portrétní galerie v Londýně, Harry Ransom Centru, které jsou ve sbírce Metropolitního muzea, ve Victoria and Albert Museum a v dalších sbírkách.
V roce 1998 se uskutečnila velká výstava Carrollových fotografií Reflections in a Looking Glass: A Lewis Carroll Centenary Exhibition, která se konala v New Yorku a Kalifornii, stejně jako na Texaské univerzitě v Austinu ve Výzkumném centru Harryho Ransoma, z něhož byla většina fotografií pro výstava poskytnuta. Byl vydán i výstavní katalog. Jedna z autorových fotografií byla zahrnuta v roce 1955 na mezinárodní výstavu Lidská rodina v Newyorském muzeu moderního umění. Kurátorem projektu byl Edward Steichen. Na výstavě se představilo 503 fotografií ze 68 zemí, které zastupovalo 273 fotografů. Viktoriánskou Británii reprezentovala Carrollova fotografie Májová královna (1860) Alice Liddellové. Putovní výstava cestovala po celém světě osm let a byla uvedena v třiceti sedmi zemích na šesti kontinentech. Tyto fotografie jsou aktuálně (2020) vystaveny ve speciální výstavní síni v Clervaux.
Série fotografií, které byly napodobeninami nebo přehodnocením fotografických obrazů Lewise Carrolla, vytvořila současná řecká fotografka Polixeni Papapetru (autorka fotoalba Dreamchild, 2003, kde objekty nejslavnějších Carrollových fotografií reprodukuje dcera fotografky) a japonský fotograf Hadžime Sawatari (autor alb Alice a Alice from the Sea).